# Sénat de la République (Haïti)
Pour les autres articles nationaux ou selon les autres juridictions, voir Sénat.
Chambre actuellement dissoute
Le Sénat de la République (en créole haïtien : Sena Repiblik la), parfois surnommé le Grand Corps, est la chambre haute du parlement haïtien. Il détient le pouvoir législatif avec la Chambre des députés.
À partir du 13 janvier 2020, le mandat de deux tiers des sénateurs et de la totalité des députés prend fin, le Parlement n'est de fait plus en mesure de fonctionner. Les dix derniers sénateurs encore en fonction ont vu leur mandat s'achever début janvier 2023 sans être remplacés.

## Système électoral
Le Sénat de la République est la chambre haute du parlement haïtien. Il est composé de 30 sièges pourvus pour six ans au suffrage direct mais renouvelés par tiers tous les deux ans. Chacun des dix départements du pays dispose de trois sièges, dont un renouvelé à chaque élection, pour un total de dix sièges à pourvoir. 
Le scrutin a lieu selon une version modifiée du scrutin uninominal majoritaire à deux tours dans autant de circonscriptions que de sièges à pourvoir, celles ci correspondant aux dix départements d'Haïti. Pour l'emporter au premier tour, un candidat doit recueillir la majorité absolue ou une avance sur le candidat suivant au moins égale à 25 % des votes valides. À défaut, un second tour est organisé entre les deux candidats arrivés en tête, et celui recueillant le plus de voix est déclaré élu.

## Durée du mandat
Les sénateurs sont élus pour un mandat de six ans et sont indéfiniment rééligibles. Ils entrent en fonction le deuxième lundi de janvier suivant leur élection. Le Sénat ne peut être dissous, ni le mandat de ses membres prorogé.

## Éligibilité
Les conditions pour être élu sénateur sont :
- être Haïtien d’origine et ne détenir aucune autre nationalité au moment de l’inscription ;
- être âgé de trente ans accomplis ;
- jouir de ses droits civils et politiques et n'avoir jamais été condamné à une peine afflictive et infamante pour un crime de droit commun ;
- avoir résidé dans le département à représenter au moins trois années consécutives précédant la date des élections ;
- être propriétaire d'un immeuble dans le département ou y exercer une profession ou une industrie ;
- avoir obtenu décharge, le cas échéant, comme gestionnaire de fonds publics.

## Incompatibilités
Les fonctions ou statuts incompatibles avec le mandat de sénateur sont :
- administrateurs de fonds publics ;
- statut de bénéficiaire d'un contrat avec le Gouvernement ;
- statut de représentants ou d'agents de personnes ;
- compagnies ou sociétés ayant signé un contrat avec l'État ;
- juges et hauts-fonctionnaires de ministère (sauf s'il y a démission au minimum six mois avant les élections) ;
- membres du gouvernement ;
- directeurs généraux de l'administration publique (sauf s'il y a démission au minimum un an avant les élections) ;
- l'exercice de toute fonction rétribuée par l'État (sauf celle d'enseignant).